# 끝청봉
끝청봉은 설악산 중청봉에서 서쪽에서 이어지는 서북주릉 상에 위치한 봉우리로 끝청봉이라는 이름은 설악산의 서북능선이 끝나는 지점에 있는 봉우리라고 하는 데서 불렀다고 한다.
한계령 휴게소에서 출발하여 약 2시간 정도 오르면 한계령 삼거리가 나오는 데 여기서 서북능선을 타고 동쪽으로 가면 중청봉을 지나 대청봉에 오를 수 있다.
또, 동쪽으로는 대청봉~중청봉~소청봉으로 이어지는 주봉을 조망할 수 있고, 서쪽으로는 끊임 없이 길게 이어지는 서북주릉을 바라볼 수 있다.
서북주릉의 능선이 완만하게 이어지다가 끝청봉 직전에서 가파른 경사가 시작되며, 공룡능선과 중청봉ㆍ대청봉 등 외설악의 비경을 조망할 수 있고, 이곳만 지나면 중청봉까지는 완만한 경사로 이어진다.

## 같이 보기
- 한국의 산